# Republikken Ragusa
 Byen Ragusa på Sicilien
Republikken Ragusa eller Republikken Dubrovnik var i middelalderen den eneste bystat i det østlige Adriaterhavet som kunne konkurrere med Venezia som handelsby.
Ragusa er et gammelt navn på nutidens Dubrovnik i Kroatien. Navnet Ragusa blev især brugt af italienerne som navn på byen.